# Sylvain Guintoli
Sylvain Guintoli (Montélimar, 24 de Junho de 1982) é um motociclista francês. Ele disputa a MotoGP desde 2002.